# ビジュアルエディター
ビジュアルエディター（英語: VisualEditor、略称はVE）は、ウィキペディアに「視覚的」または「WYSIWYG式」のオンラインリッチテキストエディターをMediaWikiの拡張機能として提供するためのプロジェクト。ウィキメディア財団がウィキアと提携して開発した。ウィキペディアで最大規模の言語版のいくつか、およびMediawiki.orgではベータ版が2013年7月に既定で有効になった（オプトアウト可能）。
ウィキメディア財団はビジュアルエディターの計画がそれまでで最も難しい技術プロジェクトであると考え、エコノミストはビジュアルエディターがウィキペディア最大の変更であるとした。デイリー・ドットによると、ウィキメディア財団がウィキペディアへの参加を広げることを追求するあまり、既存の編集者を遠ざける危険性が出たという。利用者からの苦情が相次いだことで、英語版ウィキペディアでは2013年9月にオプトアウトからオプトインに戻ったが、さらなる開発を経たのち2015年10月に再び既定で有効になった。ウィキメディア財団が2015年に行った調査によると、ビジュアルエディターは新米編集者に利点があると予想されたが、実際にはその利点を与えることに失敗したという。

## 開発
MediaWikiが提供している、本来のウィキペディアエディターはブラウザベースのテキストエディタであり、編集者はウィキの文書マークアップ構文を学ぶ必要がある。構文を学ぶ必要を取り除くことで、ウィキペディアンになるための技術的障害を減らしてより広く参加を募うことができ、やがて編集者数の右肩下がり（2006年時点では5万人だったが、2007年に頭打ちになり、2011年には3万5千人に減らしていた）を逆転させることができるとの考えから、ウィキペディア用のWYSIWYGエディターの開発は長らく計画されていた。新機能や機能改善を目的とする、100万米ドルの資金がつぎ込まれたプロジェクトの一環だった。プロジェクトの目的の1つは、ウィキの文書マークアップ構文を使用する編集とビジュアルエディターを使用する編集の両方を行えるようにすることだった。ウィキメディア財団のジェイ・ウォルシュ（Jay Walsh）によると、ポルトガル語版ウィキペディアや、アラビア文字を使う諸言語版、インド系文字を使う諸言語版の編集量が話者人口に比して少なすぎるため、それらを人口に相応な量にまで増やせば、編集者減という現状を打開できるという希望があったという。
ウィキメディア財団によると、「既存の編集者と将来の編集者が編集しないことには様々な理由がある。その1つはウィキマークアップの複雑さである。ビジュアルエディターの目的の1つは知識のある、善意の編集者にウィキマークアップの専門家にならなくても編集してコミュニティの貴重な一員になれるようにすることである。私たちは時間が流れるにつれ、経験豊富な編集者でも編集の一部でビジュアルエディターが役に立つと感じるようになることを望む。」。2012年、ウィキメディア財団のスー・ガードナー理事長は「私たちはビジュアルエディター自体がこの困難を解決するとは考えていない」と述べ、ウィキペディアの共同創始者の1人であるジミー・ウェールズも「これは極めて重要である」と述べた。

### 投入
MediaWikiは多くのウィキで使われており、はじめはより小さいサイトから投入を始めるとされていた。英語版ウィキペディアでの投入計画はまずアカウントを所持する利用者のみ有効にし、続いて匿名利用者でも有効にする、というものだった。2012年12月にアルファ版が一部選ばれた利用者の間で利用できるようになった後、翌年4月に全ての利用者が利用できるようになった。2013年7月には英語版ウィキペディアの登録利用者全員で既定のエディターになったが、コミュニティから安定性、編集の制限やバグといった苦情から9月にオプトインに変更した。ただし、英語版以外のウィキペディアではほとんどの言語版で既定のままとなった。ベータ版開発フェースが2015年に終結すると、英語版ウィキペディアはビジュアルエディターを再採用した。

### 技術

HTML-RDFaを扱う「Parsoid」というコンテンツモデル。

ウィキメディア財団はウィキアとともにプロジェクトに取り組んだ。しかし、ウィキのマークアップ構文が12年間にわたって拡張を続け、滅多に使われない複雑な機能も追加されたことから、記事の見た目を完全に再現することが難しい状況だった。実装ではMediaWikiの構文解析、マークアップ構文、DOM、最終的なHTML変換を改善する必要があった。必要なコンポーネントの1つはParsoidと名付けられた構文解析サーバでNode.jsで書かれており、記事をウィキテキストとビジュアルエディターに適するフォーマットの間で変換することを目的とした。ウィキメディア財団はビジュアルエディターがそれまでで最も難しい技術プロジェクトであると考えた。
2016年6月時点のビジュアルエディターはGoogle Chrome、Iceweasel、Internet Explorer（バージョン10以上）、Microsoft Edge、Mozilla Firefox、Opera、Safariをサポートしている。
サーバ・オペレーターはビジュアルエディターのMediaWiki拡張機能をダウンロードできるが、その使用は一般的にはMediaWikiの最新版を必要とする。

#### オンラインリッチテキストエディター
ビジュアルエディターの開発チームによると、プロジェクトの目的は「MediaWikiのために安定したリッチテキストエディターを作る」ことで、それは「視覚的」かつ「WYSIWYG式」のエディターであるという。実装ではMediaWiki抜きでも実行できる「コア」のオンラインリッチテキストエディター、そしてMediaWikiの拡張機能に分かれている。MediaWikiでの拡張機能では「WYSIWYGの拡張機能」に分類されている。

## 評価
デイリー・ドットによると、ウィキメディア財団がウィキペディアへの参加を広げることを追求するあまり、既存の編集者を遠ざける危険性が出たという。経験豊富な編集者の多くがビジュアルエディターの投入とバグを憂慮し、中でもドイツ語版ウィキペディアのコミュニティは投票において圧倒的な票数でビジュアルエディターを既定のエディターにすることを否決、オプトインの機能とすることを選んだ。これらの苦情にもかかわらず、ウィキメディア財団はほかの言語版への投入を続けた。レジスターによると、「私たちの短期間な探究ではどの括弧はどこで使うかを覚える必要を消したという結果だった」という。エコノミストによると、「ウィキペディアの短い歴史の中で最大な変更である」という。ソフトペディアは「ウィキペディアの新しいビジュアルエディターは近年で最高のアップデートであり、あなたはそれを改良することができる」（Wikipedia's New VisualEditor Is the Best Update in Years and You Can Make It Better）という題名の記事を出した。ビジュアルエディターの反対者の一部では「一部の人々」がウィキのマークアップ構文に混乱するのでビジュアルエディターが必要である、という暗黙的なニュアンスがあるため、一部の利用者が見くびられていると感じると主張した。
デイリードットは2013年9月24日にウィキメディア財団が英語版ウィキペディアのコミュニティの反発に直面していると報じた。英語版ウィキペディアのコミュニティはビジュアルエディターが遅く、実装も悪い上に記事の既存テキスト書式を破壊する可能性があるとして批判した。コミュニティと財団が対立する中、ウィキメディア財団が定めていた、ビジュアルエディターのオプトアウトという設定をボランティアの管理者1人が覆してオプトインにした。財団は譲歩したが、ビジュアルエディターの開発と改良は続けるとした。

### 対照実験
2015年5月、ウィキメディア財団はビジュアルエディターの効果に関する対照実験を行った。実験の結果、ビジュアルエディターははじめての編集に成功する新規編集者を増やすことにも、新規編集者の生産性（編集の速度）を上げることにも、新規編集者の定着率を上げることにも失敗したことが明らかになった。ビジュアルエディターを使用した編集の方がはるかに時間がかかり、新規編集者が編集を保存する確率も下がった。それより前、ビジュアルエディターの開発がより進んでいない時期にあたる2013年6月に行われた対照実験でも同じように中立、または否定的な結果だった。